# Crescentia portoricensis
Crescentia portoricensis é uma árvore da família Bignoniaceae endêmica de Porto Rico. A espécie foi descrita pela primeira vez pelo botânico estadunidense Nathaniel Lord Britton no ano de 1916 e a ela encontra-se em perigo de extinção atualmente.